# Isa Müller

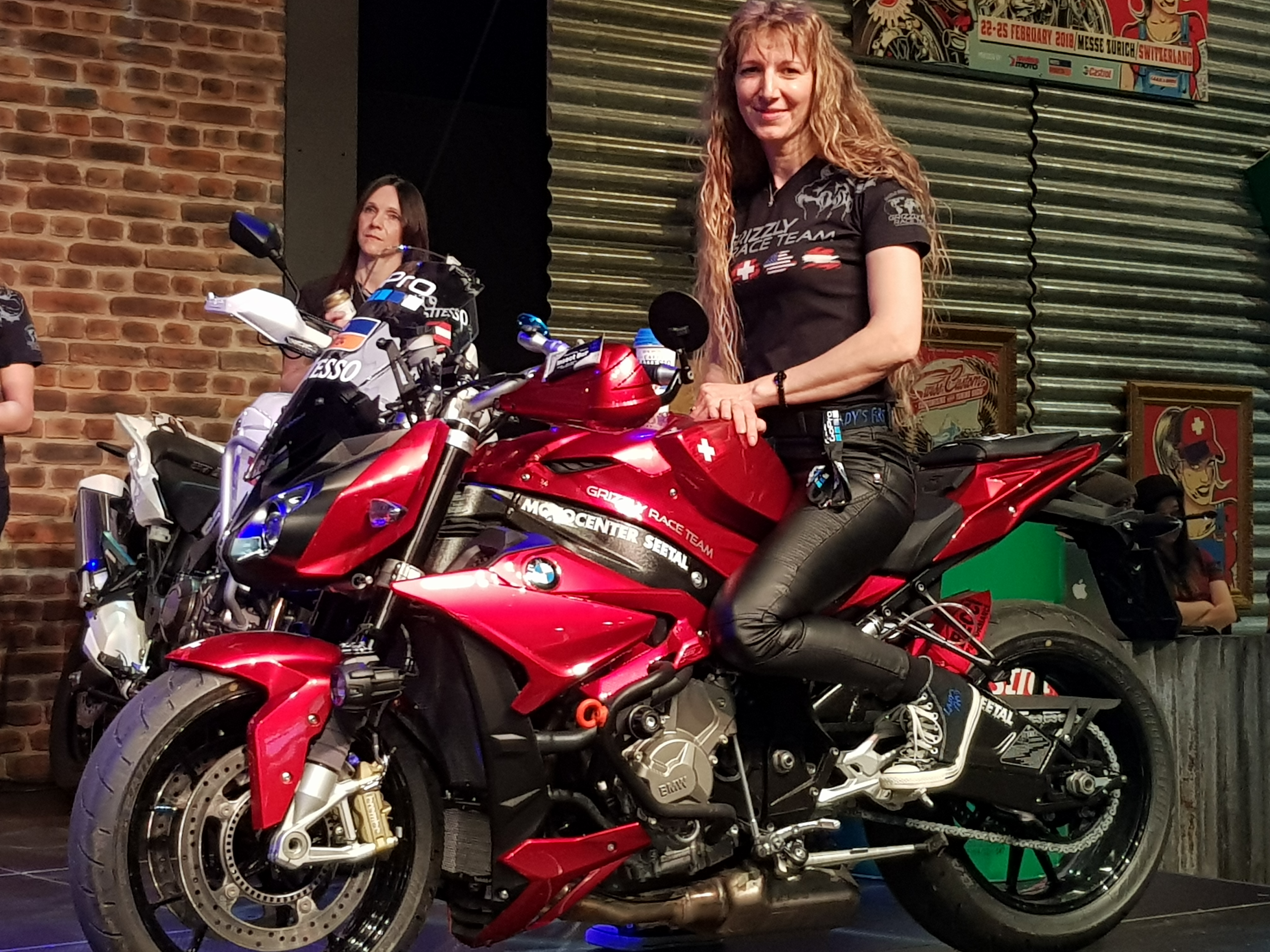
Isa Müller an der Swissmoto 2018

Isa Müller (* 1974 als Isabella Carmen Müller in Stettfurt) ist eine Schweizer Motorradfahrerin und Printmedienverarbeiterin. Sie hält den Langstrecken-Motorrad-Weltrekord der Frauen.

## Leben
Isa Müller ist als jüngstes von 7 Kindern ihrer Eltern auf dem Bauernhof Freudenberg in Stettfurt aufgewachsen. Sie ist Mutter eines Sohnes.
Mit 18 Jahren machte sie ihren Motorrad-Führerschein. Sie legt jährlich 20'000 – 30'0000 km auf ihren Motorrädern zurück. Sie besitzt u. a. eine Yamaha Vmax, eine Yamaha FZ1, eine Yamaha MT-10 und eine BMW S 1000 R.
Am 8. Juli 2017 erlitt Isa Müller einen schweren Motorradunfall mit zahlreichen Brüchen, u. a. beidseitiger Oberschenkelhalsbruch, wobei ihr ein künstliches Hüftgelenk eingesetzt werden musste. Nach 4 Monaten konnte sie das erste Mal wieder Motorrad fahren.

## Weltrekord

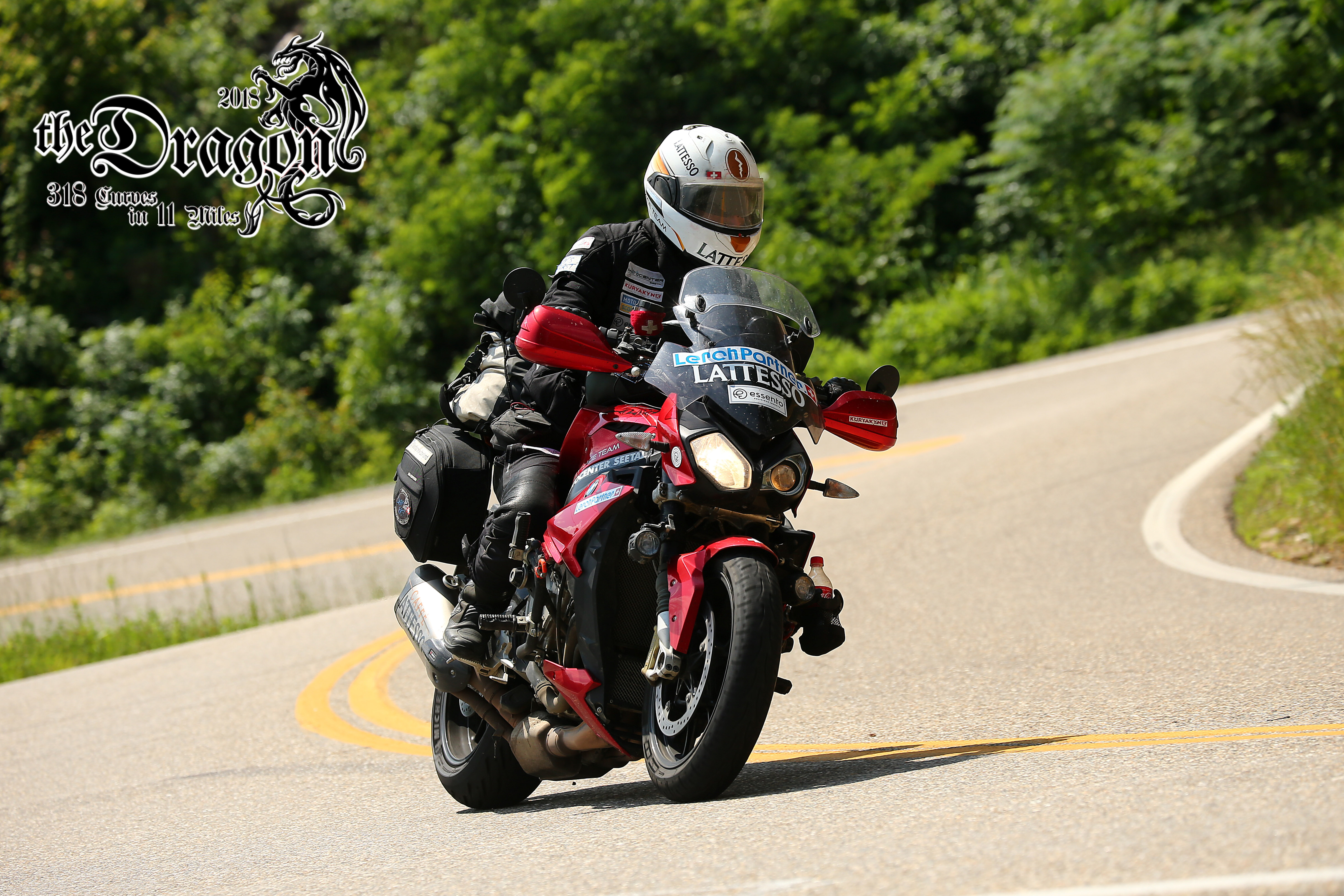
Isa am Tail of the Dragon

Am 7. Februar 2018 wurde Isa Müller vom Veranstalter des Women’s World Record 2018 angefragt, ob sie gegen drei internationale Konkurrentinnen für die Schweiz starten möchte. Dabei galt es, die Erde mit dem Motorrad alleine auf der von Urs Pedreita 2014 gefahrenen Weltrekord Route zu umrunden. Bei dem Projekt “Women’s World Record 2018” handelt es sich um eine Langdistanz-Motorradfahrt mit internationalem Flair. Vier Frauen aus vier Nationen (USA, Russland, Österreich und Schweiz) starteten zeitgleich am 6. Mai 2018 15:00 MEZ jeweils im eigenen Land und versuchten die Weltrekorde von Nick Sanders (1997/2005) und Urs Pedraita (2014) zu schlagen. Das Ganze wurde live übertragen und konnte per Tracker direkt mit verfolgt werden. wobei bis zu 300.000 Zugriffe gezählt wurden.
Im Rahmen der Motorrad-, Roller- und Tuning-Show Swiss Moto 2018 wurde bei zwei Liveshows mit der Sängerin Börni täglich im Interview über die Weltrekordfahrt berichtet.
Am 6. Mai 2018 startete Isa Müller mit einer BMW S 1000 R am Love Ride Switzerland gleichzeitig mit ihren Kontrahentinnen aus Österreich, Russland und den USA, wobei alle vier Fahrerinnen in ihren jeweiligen Nationen starteten.
Die Route der Schweizer Fahrerin wurde in drei Teilabschnitte unterteilt, wobei verschiedene Checkpoints angefahren werden mussten, unter anderem alle Ace Cafes weltweit.

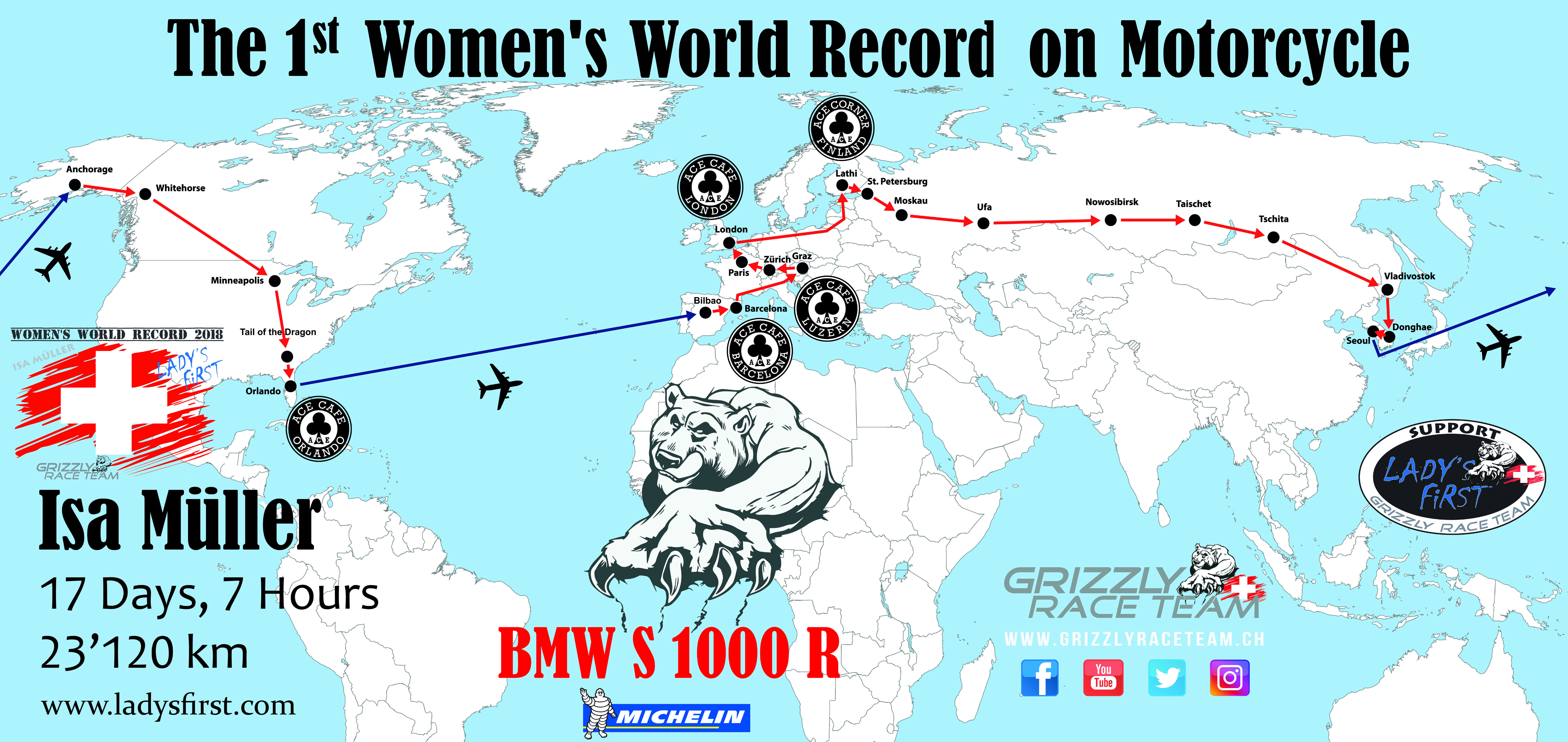
Die Route von Isa Müller beim Women’s World Record 2018

- Dübendorf (Zürich) – Paris – London – Lahti – St. Petersburg – Moskau – Ufa – Nowosibirsk – Taischet – Tschita – Wladiwostok
- Anchorage – Whitehorse – Minneapolis – Tail of the Dragon – Orlando
- Bilbao – Barcelona – Graz – Luzern – Hochdorf

Die Zielankunft erfolgte am 15. Juni 2018 in Hochdorf nach 41 Tagen, wobei die Wartezeiten auf die Fähre in (Vladivostok -> Donghae 6 Tage), die Transporte mit dem Flugzeug (Seoul -> Anchorage 7 Tage) und (Orlando -> Bilbao 10 Tage) als Time-Stop gezählt wurden.
Isa Müller umrundete die Erde alleine mit dem Motorrad in 17 Tagen und 7 Stunden und legte 23'120 km auf dem Motorrad zurück, inkl. Schlafen, Essen, Pausen, Reifenwechsel und Servicearbeiten am Motorrad und hält somit den Weltrekord der schnellsten Erdumrundung einer Frau mit dem Motorrad.
Die Siegerehrung fand am 7. Juli 2018 im Rahmen des Open Airs "Rock am Gleis" statt.
Zu diversen nationalen und internationalen Veranstaltungen wurde Isa Müller eingeladen um über ihre Weltreise zu berichten.
In der Verbandszeitschrift des Schweizerischer Auto- und Motorradfahrer-Verband erschien ein doppelseitiger Bericht über Isa Müller und ihre Rekordfahrt.
In der Zeitschrift motorrad BMW Spezial erschien in Ausgabe 2/2018 ein ganzseitiger Artikel über Isa Müller.
Isa Müller wurde 2018 von der Zeitschrift annabelle in die Liste der «Schweizer Macherinnen» aufgenommen. In der Sonderausgabe erscheint ein dreiseitiger Bericht.